# Park prirode Lastovsko otočje
Lastovsko otočje je hrvatski park prirode, proglašen 2006. godine. Lastovsku otočnu skupinu čine 46 otoka, otočića i hridi vrlo razvedene obale, ukupne površine 53 km2 i 143 km2 morske površine, omeđenih kamenim svjetlima Sušca, Tajana, Glavata i Struge. Posebnu vrijednost cijelom području daje more i podmorje s bogatim i raznolikim živim svijetom.
Područje Lastovskog otočja vrijedno je i s kulturno-povijesnog stajališta zbog tradicijske arhitekture i arheoloških lokaliteta na kopnu i u podmorju.

## Vanjske poveznice
- Službena stranica Javne ustanove "Park prirode Lastovsko otočje"